# Kościół św. Olafa w Olsker
Kościół św. Olafa w Olsker – kościół obronny we wsi Olsker na Bornholmie. Jedna z czterech rotund na wyspie.
Świątynia jest po raz pierwszy wzmiankowana 3 lutego 1379, ale powstała już w XII w. Składa się z apsydy, prostokątnego prezbiterium i okrągłej trójkondygnacyjnej nawy wspartej na centralnej kolumnie.

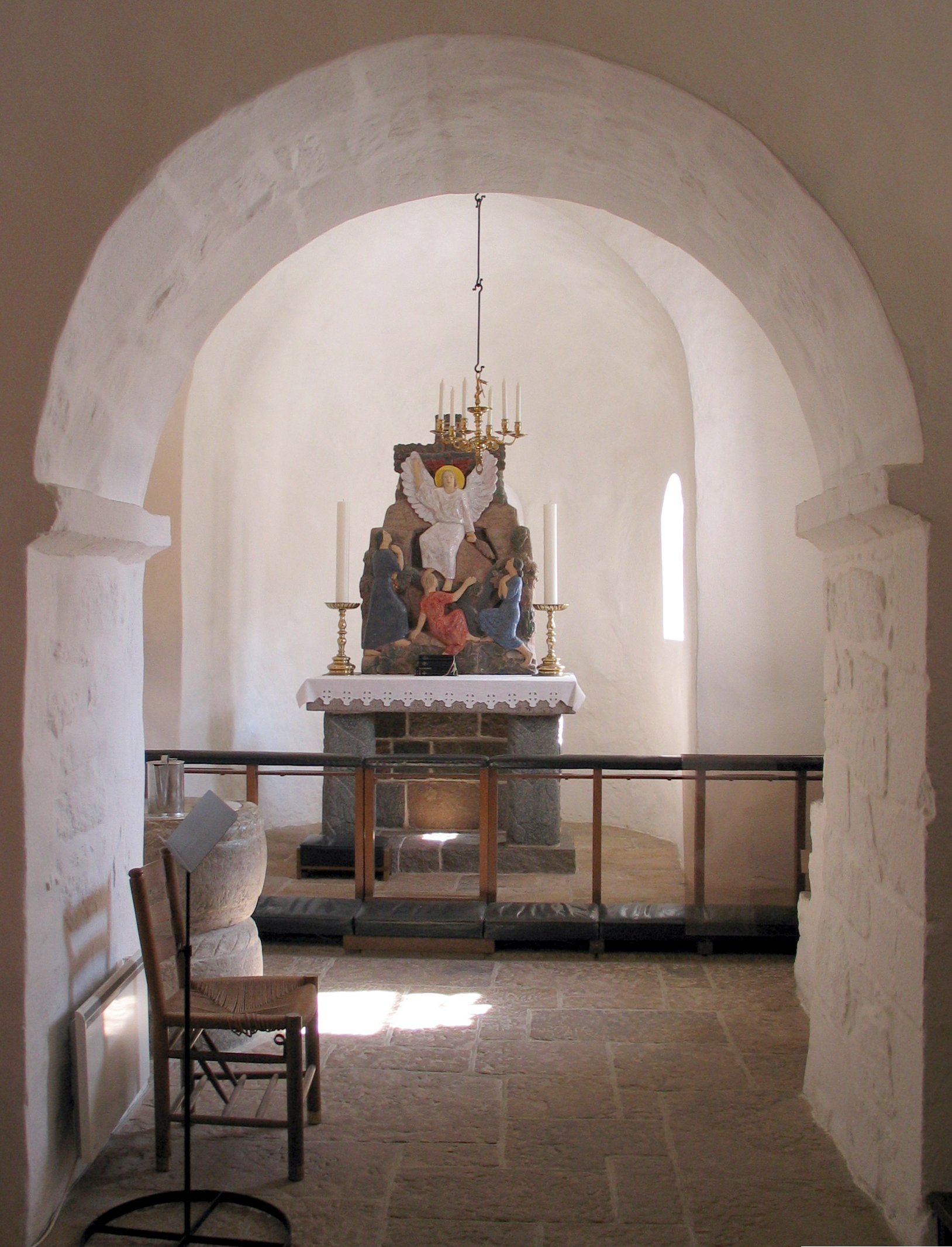
Prezbiterium

W prezbiterium znajduje się kamienny ołtarz wykonany z bornholmskiego granitu, na którym jest umieszczona płaskorzeźba przedstawiająca trzy Marie u grobu Chrystusa. Jest to ceramiczna rzeźba Gunnara Hansena z 1950. W pobliżu ołtarza znajduje się kamienna chrzcielnica. Na sklepieniu jest zawieszony sześcioramienny świecznik z ok. 1600, pochodzący zapewne z kaplicy św. Małgorzaty na zamku Hammershus.
Centralna kolumna wspierająca prezbiterium była pokryta freskami. Pozostały z nich tylko ornamentalne obramienia.
Z prezbiterium po wąskich schodach można wejść na drugą i trzecią kondygnację. Ostatnia z nich pełniła funkcję obronną.
Na terenie przykościelnym znajduje się wolnostojąca dzwonnica.